# 唧筒座θ
唧筒座θ，又名CD-27 6881，HD 84367、SAO 177908、HR 3871，是唧筒座的一颗恒星，视星等为4.79，位于銀經259.89，銀緯19.06，其B1900.0坐标为赤經9h 39m 44.6s，赤緯-27° 19.06′ 42″。